# Eremogone koriniana
Eremogone koriniana är en nejlikväxtart som först beskrevs av Fisch. och Edward Fenzl, och fick sitt nu gällande namn av Sergei Sergeevich Ikonnikov. Eremogone koriniana ingår i släktet Eremogone och familjen nejlikväxter. Inga underarter finns listade i Catalogue of Life.